# Bethel Chapel Guildford
De Bethel Strict Baptist Chapel is een monumentale Strict Baptist-kapel tussen The Bars en de Martyr Road in de stad Guildford in Surrey. De kapel is gebouwd in 1910, wat zichtbaar is op een ingemetselde gedenksteen. De kerk is gebouwd op dezelfde plaats als haar voorganger in 1879.
In 1878 verliet een groep mensen de Old Baptist Chapel in de Castle Street. Op 14 april 1879 werd een kerk geopend op de huidige locatie. De diensten in de kapel zijn niet veranderd sinds de opening.
De kleine kapel kreeg in Guildford al snel de bijnaam de Tin Chapel. De gemeente groeide en in 1910 werd een nieuw gebouw geopend, dat in 1930 werd uitgebreid met een klaslokaal. Sindsdien is het gebouw niet meer veranderd.
De eerste predikant van de gemeente was Jabez Wiltshire. Hij begon als predikant in de Zion Chapel te Trowbridge in april 1914 en nam in 1935 een beroep aan naar Guildford. Tot zijn dood in 1953 diende hij de gemeente. In de kerk is een gedenksteen aanwezig voor deze predikant. Van 1981 tot 1985 diende ds. P. Buss als tweede predikant de gemeente, sindsdien is ze vacant. Sinds de oprichting van de gemeente in 1878 heeft de familie Risbridger altijd een belangrijke rol gespeeld in het kerkelijk leven. In 2006 is een orgel geplaatst in de kerk.